# 李台燮
李 台燮（イ・テソプ、朝鮮語: 이태섭、1939年5月21日 - ）は、大韓民国の実業家、政治家。第10・11・13・15代韓国国会議員。第8代科学技術処長官。本貫は全州李氏。キリスト教徒。
柳興洙とは仲がよく、2人の子供同士に結婚した人がいる。

## 経歴
京畿道水原郡（現・華城市）出身。京畿高等学校、ソウル大学校化工科、マサチューセッツ工科大学化工科卒。1978年の第10代総選挙に初当選し、国会議員に合計4選した。他には大宇エンジニアリング社長、豊韓紡織社長、共和党総裁秘書室長、国会商工委員長、政務第1長官、科学技術処長官、自民連副総裁、韓国原子力文化財団理事長、国際ライオンズ協会国際会長、大韓民国憲政会理事、全州李氏大同宗約院理事長を歴任した。
1991年に水西事件によりしばらく収監された。